# رود کوک‌اوزک
رود کوک‌اوزک (قزاقی: Көкөзек) یک رود در استان پاولودار کشور قزاقستان است.